# Schah-Abbas-Muster

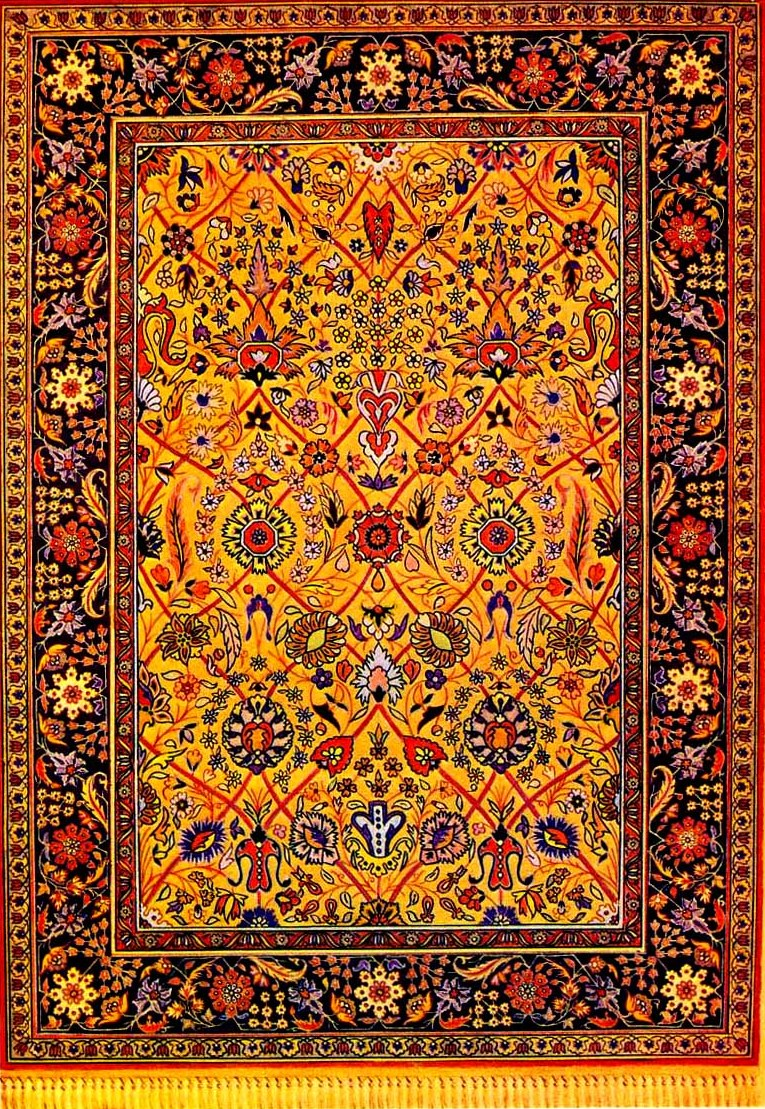
Ein Shah-Abbas-Teppich

Das Schah-Abbas(i)-Muster ist ein zentrales, sogenanntes Allover-Teppichmuster, das aus zierlichen Lotus- sowie Arabesken- und Palmetten-Motiven besteht. Diese erfordern eine hohe Knüpfdichte. Das Muster entstand unter der Herrschaft des Safawiden Schah Abbas I. um das 17. Jahrhundert und ist auf iranischen Kaschan-, Isfahan-, Maschhad- und Na'in-Teppichen sowie deren Kopien aus Indien, China und Pakistan üblich.
Geprägt ist das Motiv durch ein durchlaufendes, wohlgeordnetes Blumenmuster aus verschiedenen Rosetten, Palmetten und Lanzettblättern. Ranken verbinden die Strukturen und geben ein einheitliches Bild. Mehrfach zeigen Teppiche mit diesem Muster in der Mitte ein Medaillon und Viertelmedaillons in den Ecken. Die Ausführung ist hoch kompliziert und bedarf meisterlicher Aufsicht in den Manufakturen. Dort werden die Muster mittels Millimeterpapier berechnet.

## Varianten
Eine Variante, die innerhalb des Shah Abbas-Musters immer wieder auftaucht, ist das Eslimi-Muster. Hier drehen sich die Ranken zu unendlichen Spiralen und werden zum Hauptmotiv und das Blumenmuster tritt in den Hintergrund. Weitere Spielarten sind das Vasen- und das Mille-Fleurs-Muster. Erstere sind den historischen Teppichen der Safawiden-Zeit nachempfunden. Das Mille-Fleur-Muster übersät den Teppich mit zahllosen, stängellosen kleinen Blümchen (Wortherkunft), die zu Sträußen sich ballen oder gelegentlich Blütenketten bilden. In den Bordüren setzt sich diese Anordnung fort. Die Blümchen bleiben stets verbunden.